# Zlaté Klasy
Zlaté Klasy (allemand : Großmagendorf bei Wartberg) est un village de Slovaquie situé dans la région de Trnava.

## Histoire
Première mention écrite du village en 1352.

## Démographie

### Évolution de la population
| Année:               | 1994. | 2004.    | 2014.   | 2024.   |
| -------------------- | ----- | -------- | ------- | ------- |
| Nombre de personnes: | 3164  | 3604     | 3584    | 3542    |
| Différence:          |       | +13,90 % | -0,55 % | -1,17 % |

| Année:               | 2023. | 2024.   |
| -------------------- | ----- | ------- |
| Nombre de personnes: | 3570  | 3542    |
| Différence:          |       | -0,78 % |